# Oretani

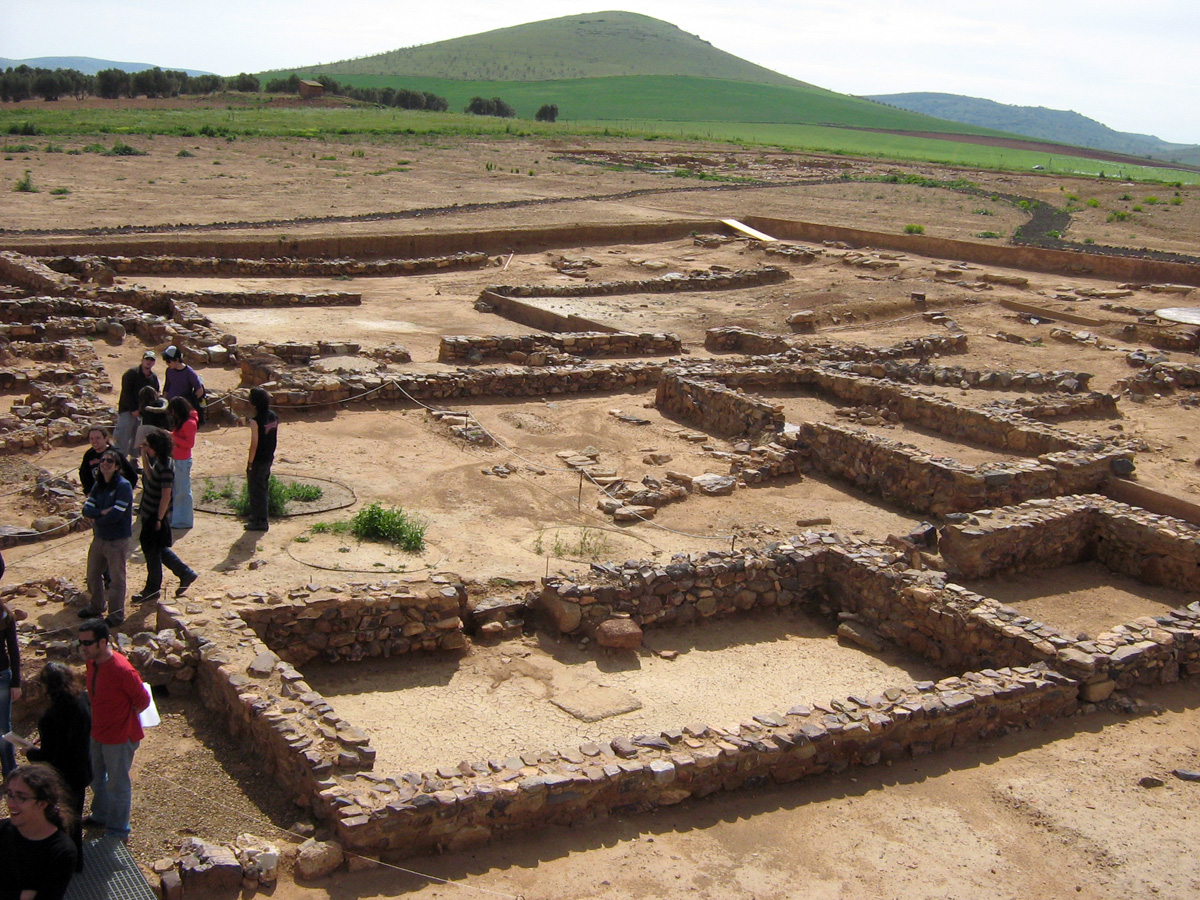
Sito archeologico di Oreto e Zuqueca nei pressi di Granátula de Calatrava

Territorio degli Oretani

Gli Oretani furono un popolo pre-romano, iberico o celtico, stanziato nella penisola iberica (la romana Hispania), in Estremadura, La Mancia, Andalusia orientale e Murcia. Alcuni credono che siano stati di lingua iberica, altri che fossero Celti, simili ai Celtiberi.

## Storia
I loro principali siti archeologici sono quelli di Oreto e Zuqueca e di Cerro de las Cabezas.
L'Oretania, il territorio degli Oretani, si trovava nella parte orientale della Sierra Morena, che comprendeva buona parte della provincia di Ciudad Real tranne l'estremo occidentale, la parte settentrionale della provincia di Jaén, la metà occidentale della provincia di Albacete e l'anello meridionale della provincia di Cuenca. Le città principali della zona sono Linares, Úbeda/Baeza, La Carolina, Montiel, Valdepeñas ed Almagro.